# 1 : 1
1 : 1 er en film instrueret af Annette K. Olesen efter manuskript af Kim Fupz Aakeson.

## Handling
Racisme, ghettodannelse og konflikter mellem befolkningsgrupper er temaerne i Annette K. Olesens '1:1'. På vej hjem fra en fest bliver teenageren Per overfaldet og indlægges efterfølgende på sygehuset i koma. Menneskene omkring ham er alle berørt af overfaldet på den ene eller anden led og må overveje konsekvenserne af deres handlinger. Pers mor er i tvivl om de skulle være flyttet fra kvarteret, da alle de andre etniske danskere gjorde det. Og indvandreren Shadi, der er kæreste med Pers søster, begynder at frygte, hans bror Tareq måske har noget med sagen at gøre.

## kilder
1. ↑  Denne beskrivelse stammer fra Det Danske Filminstituts Filmdatabase.